# لوك سامرفيلد
لوك سامرفيلد (6 ديسمبر 1987 في المملكة المتحدة - ) (بالإنجليزية: Luke Summerfield)‏ هو لاعب كرة قدم بريطاني في مركز الوسط. لعب مع شروزبري تاون وغريمسبي تاون وماكليسفيلد تاون ونادي بورنموث ونادي ريكسهام ونادي يورك سيتي ونادي ليتون أورينت ونادي تشيلتنهام تاون لكرة القدم ونادي بليموث أرجايل.

## وصلات خارجية
- لوك سامرفيلد على موقع قاعدة بيانات كرة القدم.إي يو (الإنجليزية)
- لوك سامرفيلد على موقع Soccerbase.com (لاعب) (الإنجليزية)
- لوك سامرفيلد على موقع Soccerway.com (الإنجليزية)